# Josef Richter (politik)
Josef Richter (15. listopadu 1837 Prosečné – 1. srpna 1901 tamtéž) byl rakouský politik německé národnosti z Čech, poslanec Českého zemského sněmu.

## Biografie
Působil jako rolník v Prosečném u Hostinného.
Zapojil se i do vysoké politiky. V zemských volbách roku 1895 byl zvolen na Český zemský sněm, kde zastupoval kurii venkovských obcí, obvod Trutnov. Uváděl se tehdy jako německý liberální poslanec (Německá pokroková strana). Na mandát rezignoval v únoru 1900. Nahradil ho Josef Kasper.
Důvody k rezignaci byly zdravotní. V následujících měsících se hodlal léčit. V červnu 1900 tisk uvedl, že Richter měl namířeno do Karlových Varů, ale během cesty ho ve vlaku krátce před Prahou postihl záchvat mrtvice. Byl převezen do hotelu, kde už po dva týdny setrvával upoután na lůžko, protože převoz nebyl možný.

## Odkazy

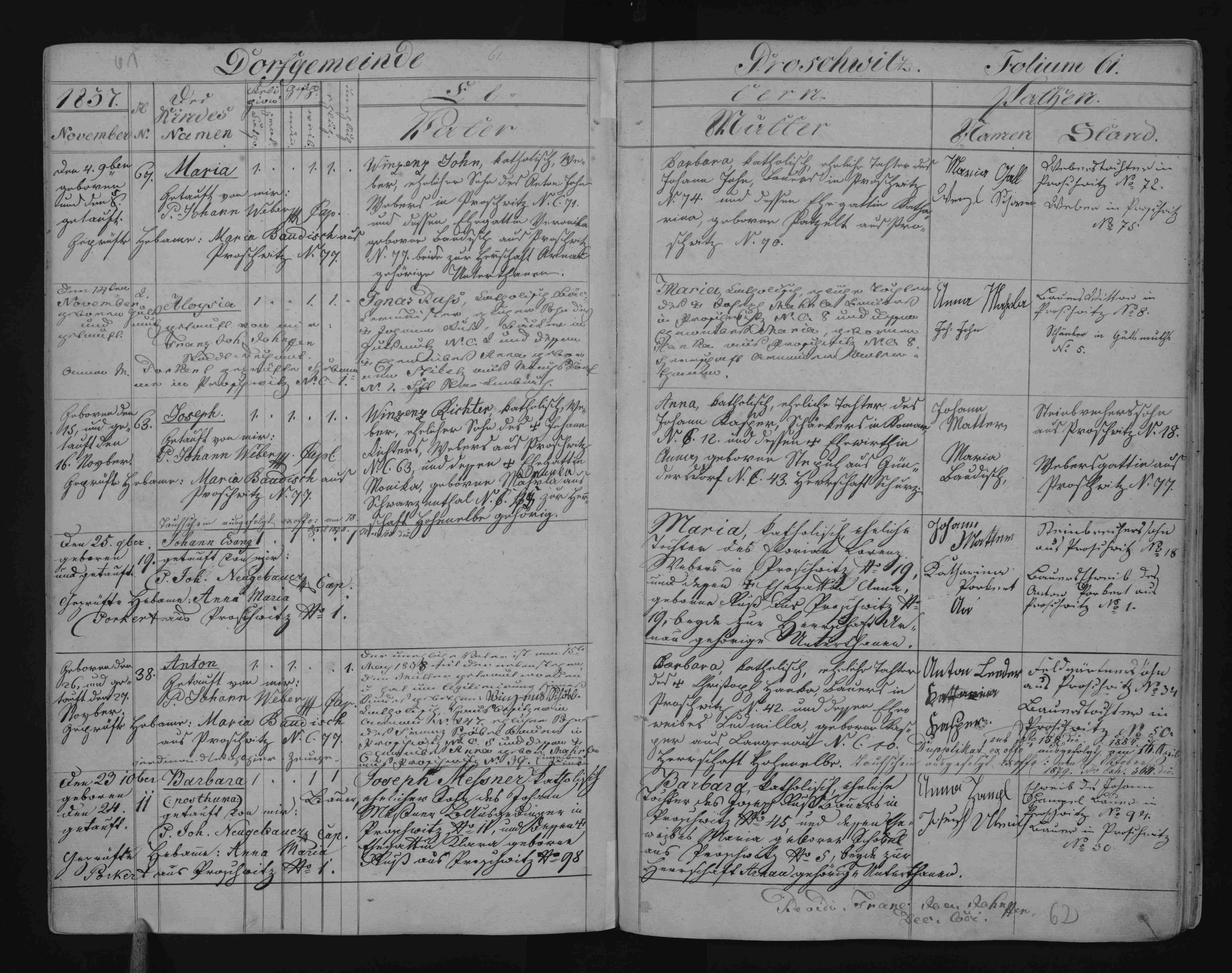
Matriční záznam o narození J. Richtera

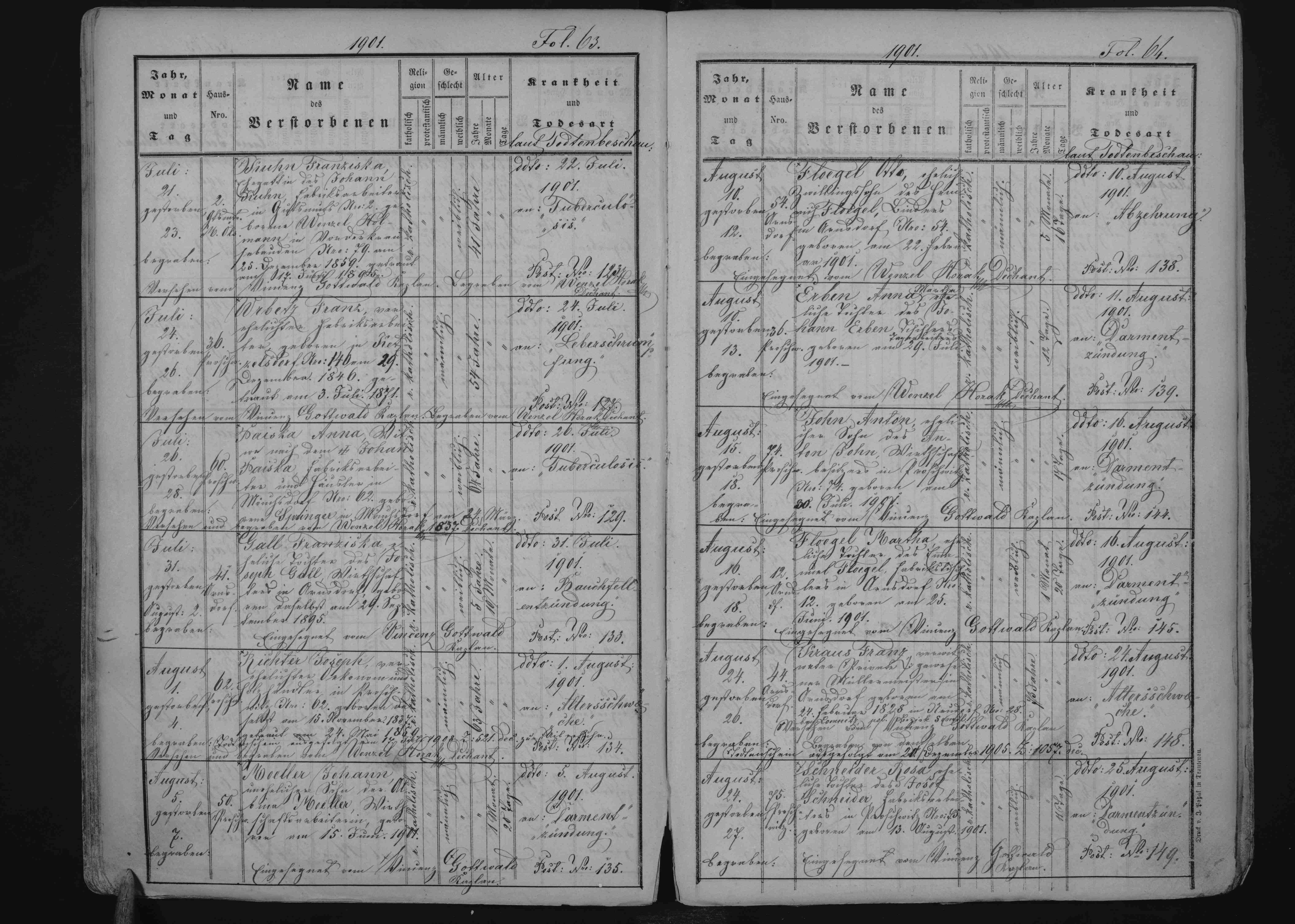
Matriční záznam o úmrtí J. Richtera